# Phthitia antillensis
Phthitia antillensis är en tvåvingeart som beskrevs av Marshall 1992. Phthitia antillensis ingår i släktet Phthitia och familjen hoppflugor.
Artens utbredningsområde är Dominikanska republiken. Inga underarter finns listade i Catalogue of Life.